# Charles Barrois
Charles Barrois (Lille, 21 de abril de 1851 — 5 de novembro de 1939) foi um geólogo e paleontólogo francês.
Em 1881 foi laureado pelos seus trabalhos com a medalha Bigsby e, em 1901, com a medalha Wollaston, ambas da Sociedade Geológica de Londres.
Tornou-se membro da Academia das Ciências da França em 1904.
Seu irmão foi o zoólogo Jules Henri Barrois (1852-1943).

## Obras
- "Mémoire sur l'embryologie de quelques Éponges de la Manche", Ann. Sci. Nat., 1876, (6) 3 : 1-84 pls 12-16